# Nyboma
Canta Nyboma (nom de scène) de son vrai nom Danos David Laurent, est un chantre auteur-compositeur congolais, né le 24 décembre 1952 au Congo belge (actuellement République démocratique du Congo).

## Biographie

### 1952-1970: Premières années et premiers groupes: Baby National et Negro Succès
Nyboma, naît à Nioki le 24 décembre 1952 au Congo belge. Dès son enfance, il a appris à chanter dans une chorale de l'église, ensuite il a chanté dans une chorale de l'école lorsque sa famille a déménagé à Kinshasa alors qu'il était encore à l'école primaire.
Une fois installé à Kinshasa, Nyboma entre en contact avec des musiciens puis en 1969 il rejoint le groupe Baby National de Freddy Mulongo. Il passe également dans le Super Monsinzo avant de rejoindre cette fois-ci l'orchestre Negro Succès peu de temps avant la disparition du célèbre guitariste Bavon Marie-Marie en 1970.

### Années 1970: Collaboration avec Verckys: Bella Bella, Lipua Lipua, Orchestre Kamale, Les Kamale
Après Negro Succès, il a signé avec l'écurie Veve de Verckys Kiamuangana Mateta où il rejoint les frères Soki de l'Orchestre Bella Bella. Nyboma se fait remarquer par de compositions telles que Lili, Pete tosi tolata et Mbuta. La chanson Mbuta est considérée comme la chanson de l'année.
En 1973 avec d'autres musiciens de Bella Bella dont Pepe Kalle, Nyboma forme l'Orchestre Lipua Lipua avec lequel il chante jusqu'en 1975. Sa préstation au sein de ce groupe, il a value de rafler deux ans de suite en 1973 et 1974 le prix de meilleur chanteur de la musique zaroïse.
Il a chanté sur la première parution de l'orchestre Lipua Lipua en avril 1973, le coup Kamale a été considérée la chanson de l'année. En 1975, Nyboma quitte Lipua Lipua avec d'autres membres du groupe pour former l'Orchestre Kamalé, mais Lipua Lipua continue à se produire et à enregistrer sous la direction du guitariste Professor Vata Mombassa qui avait rejoint le groupe en 1974.
Nyboma devient leader de l'orchestre Kamalé en 1975 sous le label éditions Veve. Le groupe se dessout en 1978 lorsque Assossa et Mulembu quittent le bateau pour créer Fuka-Fuka.